# Troisfontaines-la-Ville
Troisfontaines-la-Ville là một xã thuộc tỉnh Haute-Marne trong vùng Grand Est đông bắc nước Pháp.